# Senangkhanikhom (huyện)
Senangkhanikhom (tiếng Thái: เสนางคนิคม) là một huyện (‘‘amphoe’’) ở phía bắc của tỉnh Amnat Charoen, đông bắc Thái Lan.

## Địa lý
Các huyện giáp ranh là (từ phía đông theo chiều kim đồng hồ) Chanuman, Mueang Amnat Charoen của tỉnh Amnat Charoen, Thai Charoen và Thai Charoen của tỉnh Yasothon.

## Lịch sử
Tiểu huyện (King Amphoe) đã được thành lập ngày 15 tháng 12 năm 1975, khi 5 tambon Senangkhanikhom, Rai Si Suk, Phon Thong, Nong Hai và Na Wiang được tách khỏi Amnat Charoen. Đơn vị này đã được nâng thành huyện ngày 1 tháng 4 năm 1983. Năm 1993, đây là một trong những huyện được tách ra từ Ubon Ratchathani để lập tỉnh mới Amnat Charoen.

## Hành chính
Huyện này được chia thành 6 phó huyện (tambon), các đơn vị này lại được chia thành 58 làng (muban). Senangkhanikhom là một thị trấn (thesaban tambon) nằm trên một phần của tambon Senangkhanikhom. Ngoài ra có 6 tổ chức hành chính tambon (TAO).
| Số TT | Tên             | Tên tiếng Thái | Số làng | Dân số |  |
| ----- | --------------- | -------------- | ------- | ------ |  |
| 1.    | Senangkhanikhom | เสนางคนิคม      | 15      | 12.095 |  |
| 2.    | Phon Thong      | โพนทอง         | 10      | 5.432  |  |
| 3.    | Rai Si Suk      | ไร่สีสุก          | 9       | 5.266  |  |
| 4.    | Na Wiang        | นาเวียง         | 9       | 6.651  |  |
| 5.    | Nong Hai        | หนองไฮ         | 9       | 6.499  |  |
| 6.    | Nong Sam Si     | หนองสามสี       | 6       | 4.245  |  |